# Sylvain Doussau
Sylvain Doussau, né le 19 novembre 1941 à Maubourguet, est un archéologue autodidacte. Ses connaissances et son expérience de terrain concernent la Préhistoire, la Protohistoire, l'Antiquité gallo-romaine et le Moyen Âge de la région de la Bigorre. Ses principaux domaines d'investigations sont la période gallo-romaine, la numismatique antique et l'archéologie du paysage.

## Biographie
Issu d'une famille d'agriculteurs de Maubourguet, Sylvain Doussau s'intéresse dès son adolescence à l'archéologie. En 1953, il découvre dans des champs environnants divers objets antiques tels que des fragments de tuiles romaines et des tessons de céramique.
Sa profession de chef de chantier dans le bâtiment et les travaux publics pendant vingt-cinq ans (de 1964 à 1989), lui permet d'élargir son champ d'investigations sur de nombreux sites archéologiques de la Bigorre. 
Ses activités professionnelles et ses recherches personnelles le conduisent à multiplier prospections, fouilles et découvertes dans l'ensemble de sa région. Il publie ses travaux dans des articles de presse, des revues spécialisées, mais aussi dans des ouvrages personnels ou collectifs. Il anime des conférences locales sur l’archéologie de la région et expose les objets découverts dans une salle de l'ancienne école communale de Maubourguet. Sylvain Doussau se définit lui-même comme « archéodidacte ».
Sylvain Doussau est élu en 1977 au conseil municipal de la ville de Maubourguet. Depuis 1989, il est adjoint au maire, chargé des travaux.

## Découvertes archéologiques

### Découvertes en Rivière-Basse

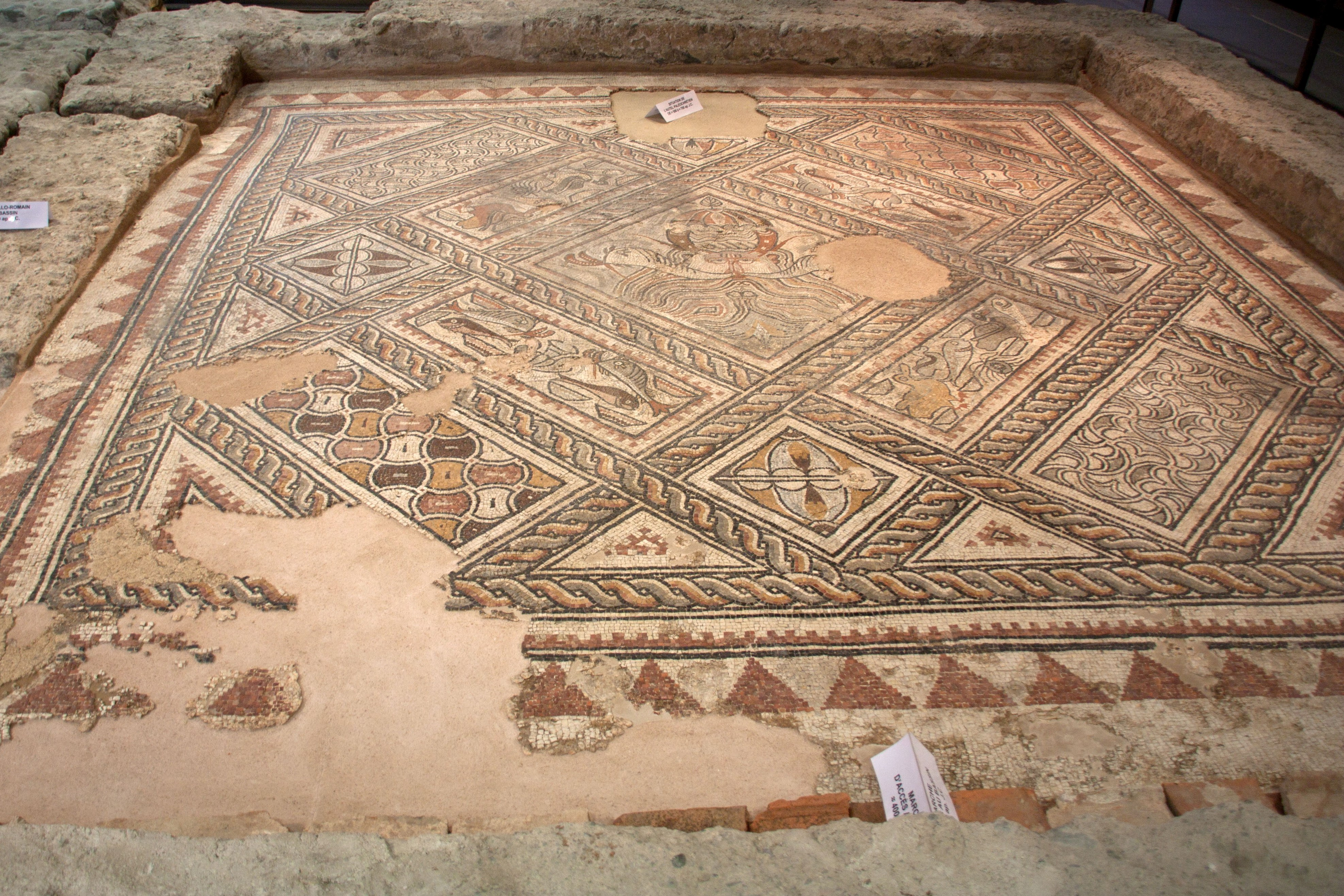
La mosaïque du Dieu Ocean exposée dans l'espace muséographique de Maubourguet.

Sylvain Doussau commence ses recherches archéologiques en 1966. Il enchaine ensuite : prospections de surface, sondages et fouilles, avec un intérêt particulier pour le site de l'église de Maubourguet. Ses découvertes lui permettent d'identifier le vicus de Saint-Martin de Celle, premier nom du bourg. À partir de l'étude de documents des Archives nationales, Sylvain Doussau retrouve, en 1978, des colonnes (bases et chapiteaux) du cloître roman du monastère de Saint-Martin de Celle, réutilisées dans les dépendances du château de Labatut-Rivière. Il convainc la commune de Maubourguet de les acquérir pour une reconstitution partielle. 
Ses prospections de surface, aux alentours de la ville de Maubourguet et des villages du pays de Rivière-Basse, lui permettent d'identifier plusieurs sites de villae gallo-romaines, dont le domaine de Saint-Girons en 1971. À la suite de la découverte de la mosaïque au dieu Océan du domaine de Saint-Girons en 1979, chargé des premières fouilles, il participe au dégagement et à l’étude de cette mosaïque,.
Ses recherches et fouilles locales lui permettent de découvrir d'autres objets archéologiques tels que des pièces de monnaie antiques, médiévales et modernes, une hache en bronze, des haches en pierre polie et un biface moustérien.

### Découvertes en Bigorre
Sylvain Doussau s’efforce d’allier vie professionnelle et passion pour l’archéologie. Ses  chantiers de construction, principalement à Tarbes durant vingt ans, le conduisent vers de nombreuses découvertes dans le chef-lieu de la civitas des Bigerri à l'époque du Haut-Empire romain.  
En 1968, lors de travaux à Tarbes, rue Victor-Hugo, il découvre des céramiques sigillées, puis en 1969, des constructions gallo-romaines et des sarcophages mérovingiens dans un chantier d'agrandissement de la préfecture du département. Au début des années 1980, ce sont des  fibules et poteries gallo-romaines, suivies en 1982, de vestiges du Haut-Empire romain et enfin d’un balnéaire gallo-romain d’une villa antique en périphérie de la ville.
Sylvain Doussau  participe aussi à des fouilles officielles sous la direction du correspondant des Antiquités Historiques de Midi-Pyrénées (Roland Coquerel, puis Robert Vié). En 1970 et 1971, il contribue aux fouilles d’une villa gallo-romaine à Izaux. En 1982, il rejoint, à Tarbes, le chantier de fouilles du balnéaire de la villa antique de l'Ormeau dont il est l'inventeur.  
En 1983, il participe aux fouilles sur le Castrum Bigorra à Saint-Lézer, puis à celles du tumulus protohistorique d’Avezac-Prat. En début d’année 1984, il dirige une série de sondages dans l’église de Maubourguet. Il enchaine ensuite des fouilles de tumuli sur le plateau de Ger, et participe à celles de la villa gallo-romaine de Pouzac qui s’étalent de 1987 à 1990.
En 1991 et 1992, Sylvain Doussau retourne sur le Castrum Bigorra à Saint-Lézer pour participer à des fouilles de sauvetage. En 2009, il fouille à Maubourguet deux bornes agraires du Haut-Empire romain, avant leur destruction par un ouvrage routier.

## Archéologie du paysage
Depuis 1975, Sylvain Doussau poursuit un travail d’exploration continue dans le domaine de l’archéologie du paysage. Il concentre ses recherches sur le cadastre romain de la vallée de l'Adour, territoire des Bigerriones, et publie un premier état des lieux en 1996. Il complémente sa panoplie d’outils d’archéologue par l’acquisition et le pilotage d’un ULM trois axes, lui ouvrant la voie de l’archéologie aérienne à partir de 1998. En 2008, Sylvain Doussau identifie et obtient la conservation in-situ d’une borne agraire et cadastrale romaine de type Gamma, découverte à l’occasion du chantier de la déviation routière (D 935) de Maubourguet.

## L'espace muséographique archéologique de Maubourguet

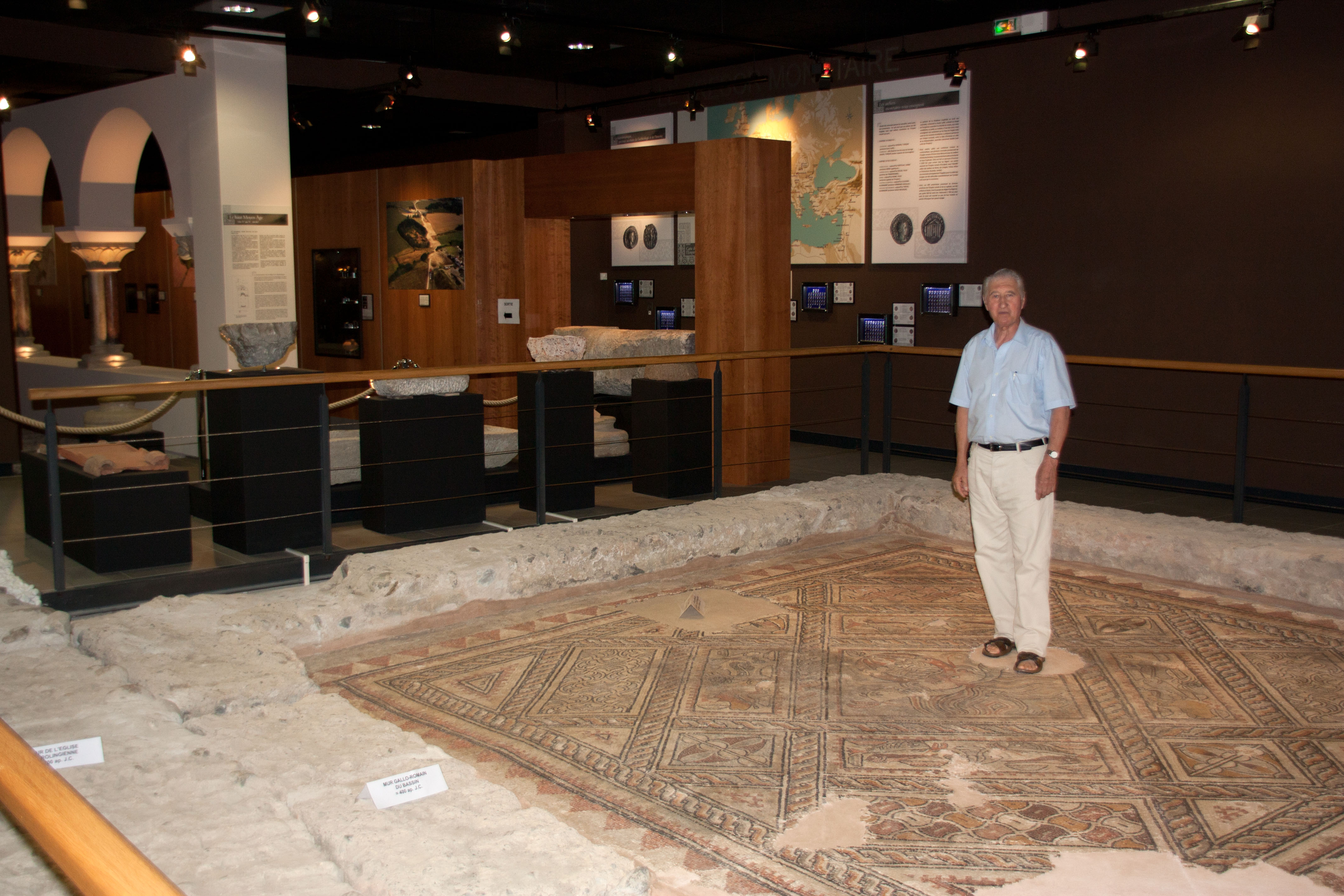
Sylvain Doussau dans l'espace muséographique de Maubourguet en août 2011.

De par sa fonction de maire-adjoint aux travaux, Sylvain Doussau s'implique, de 2009 à 2011, dans la construction du musée archéologique communal de Maubourguet. Ce musée est destiné à accueillir la mosaïque au dieu Océan ainsi que d'autres pièces archéologiques de la commune (cloître) et des environs (trésor monétaire).
Le 17 juin 2011, la ville Maubourguet inaugure son espace muséographique. Sylvain Doussau en est le principal concepteur et il y apporte ses propres découvertes et ses connaissances sur une période de 200 000 ans d'histoire des hommes du pays du Val d’Adour,. 

## Publications
- La mosaïque au dieu Océan et le domaine de Saint-Girons. Sylvain Doussau. 2010.  (ISBN 2-913781-62-4). Édité par la ville de Maubourguet et diffusé par l’office du tourisme du Val d’Adour.
- Sylvain Doussau, Histoire de la mairie de Maubourguet, 1846-2007, Conseil Imprim, Tarbes, 2007, 39 p.
- Découverte d'un biface moustérien à Soublecause, Hautes-Pyrénées. Sylvain Doussau. Revue: Archéologie des Pyrénées Occidentales et des Landes no 21, 2002. p. 121-126.
- Découverte d'une hache de bronze final à Maubourguet, Hautes-Pyrénées. Sylvain Doussau. Revue: Archéologie des Pyrénées Occidentales et des Landes no 20, 2001. p. 149-156.
- Découverte d'un lot de monnaies romaines à Pouzac, Hautes-Pyrénées. Sylvain Doussau et Robert Vié. Revue: Archéologie des Pyrénées Occidentales et des Landes no 15, 1996. p. 11-41.
- Découverte de la centuriation romaine du territoire des Bigerriones. La Civitas Turba démystifiée, Hautes-Pyrénées. Sylvain Doussau. Revue: Archéologie des Pyrénées Occidentales et des Landes no 15, 1996. p. 139-168.
- Recherches archéologiques sur le site et l'église du prieuré de Saint Martin de Celle, à Maubourguet, Hautes-Pyrénées. Sylvain Doussau. Revue: Archéologie du Midi Médiéval. T 6, 1988. p. 65-89.
- La mosaïque du dieu Océan à Maubourguet (Hautes-Pyrénées).  C. Balmelle, S. Doussau. Dossiers Histoire et Archéologie no 120, octobre 1987. Page : 76
- La mosaïque à l'Océan trouvée à Maubourguet (Hautes-Pyrénées). Sylvain Doussau, Catherine Balmelle. Gallia. 1982. Numéro 40-1. p. 149-170. Lire en ligne.
- Sylvain Doussau, Le "trésor" des fontaines de Maubourguet, Imprimerie Carret-Vene, Lourdes, 1980, 24 p.
- Sylvain Doussau, Église de Maubourguet, Imprimerie Carret-Vene, Lourdes, coll. « Histoire Archéologie », 1979, 72 p.
- Recherches archéologiques sur Maubourguet et sa région, Roland Coquerel et Sylvain Doussau. Revue: Bulletin de la Société Ramond, Bagnères de Bigorre, 1973. p. 111-141.
- Notes sur les vestiges antiques de Maubourguet, Roland Coquerel et Sylvain Doussau. Revue: Bulletin de la Société Ramond, Bagnères de Bigorre, 1970. p. 89-114.
- Sylvain Doussau, Pourquoi Rome fonda Tarbes, ou la centuriation romaine de la vallée de l'Adour, Tarbes, Conseil Imprim Group, mai 2017, 150 p. (ISBN 978-2-913781-65-8)

### Articles Connexes
- Maubourguet